# Cinema Verite
Cinema Verite (bra: Cinema Verité – A Saga de uma Família Americana, ou Cinema Verite – A Saga de uma Família Americana; prt: Cinema Verite - O Cinema Verdade) é um telefilme norte-americano de 2011, do gênero drama, dirigido pelo casal Shari Springer Berman e Robert Pulcini e exibido pelo canal HBO.

## Sinopse
O telefilme conta a história do primeiro reality show da televisão americana, An American Family, no canal PBS em 1973. O primeiro contato do documentarista Craig Gilbert com a dona de casa Pat Loud, ocorre em 1971. Ele tem a intenção de mostrar a verdadeira e comum família americana. Esta leva o assunto ao marido, Bill, um empresário, que concorda. Então, o cotidiano família Loud, que reside em Santa Bárbara, Califórnia, é acompanhado por meses pelo casal de cinegrafistas Alan e Susan Raymond. Não tardam a surgir os problemas do casal ao longo da produção.

## Elenco
- Diane Lane como Pat Loud
- Tim Robbins como Bill Loud
- James Gandolfini como Craig Gilbert
- Patrick Fugit como Alan Raymond
- Shanna Collins como Susan Raymond
- Thomas Dekker como Lance Loud
- Kathleen Quinlan como Mary
- Lolita Davidovich como Valerie
- Kaitlyn Dever como Michelle Loud
- Johnny Simmons como Kevin Loud

## Prêmios e indicações
O telefilme recebeu oito indicações ao Emmy Awards 2011 ganhando um em montagem.
Nos Globo de Ouro 2012 recebeu três indicações: melhor ator[carece de fontes?], melhor atriz[carece de fontes?] e melhor filme ou minissérie para televisão[carece de fontes?].